# Voyria
Voyria é um género botânico pertencente à família Gentianaceae.